# ケリー・ハヴェル
ケリー・ハヴェル（Kelly Havel、1978年1月2日 - ）は、ノルウェー出身のアダルトモデル。

## 来歴
ノルウェーで生まれたが、両親の出身地であるチェコで育てられた（チェコ出身とするデータベースもある）。18歳になるとポルノスターになる事を夢見てアメリカ合衆国に渡った。
1998年6月号の米国版ペントハウス誌においてペントハウスペットに選出された。後に男女のハードコアグラビアにも登場し、何本かのポルノ映画にも出演してオナニーやレズビアンのシーンを演じた。
ハヴェルはPetra Havlasova、Kelly O'Scarlett等とクレジットされていることもある。

## 出演映画
- The Complete Sarah Haden Bondage Anthology (2002年) (V)
- Naked and Struggling (2002年) (V)
- Private Casting X 33: Victoria (2001年) (V) (Victoria)
- House of Legs 8: RH&T's, ASAP (2000年) (V) (Victoria)
- House of Legs 9: MagniPHique (2000年) (V) (Victoria)
- Private Casting X 15: Anita's First Time (1999年) (V) (Victoria)
- America's 10 Most Wanted 4 (1998年) (V)
- Bad Habits (1998年) (V) (Victoria)
- Delirious (1998年)
- Femalien II (1998年) (Petra Havlasova)
- Obsession in High Heels (1998年) (V)
- Pick-Up Lines 32 (1998年) (V)
- Pink Hotel on Butt Row (1998年) (V)
- Wild (1998年) (V)